# Miquel Utrillo i Morlius

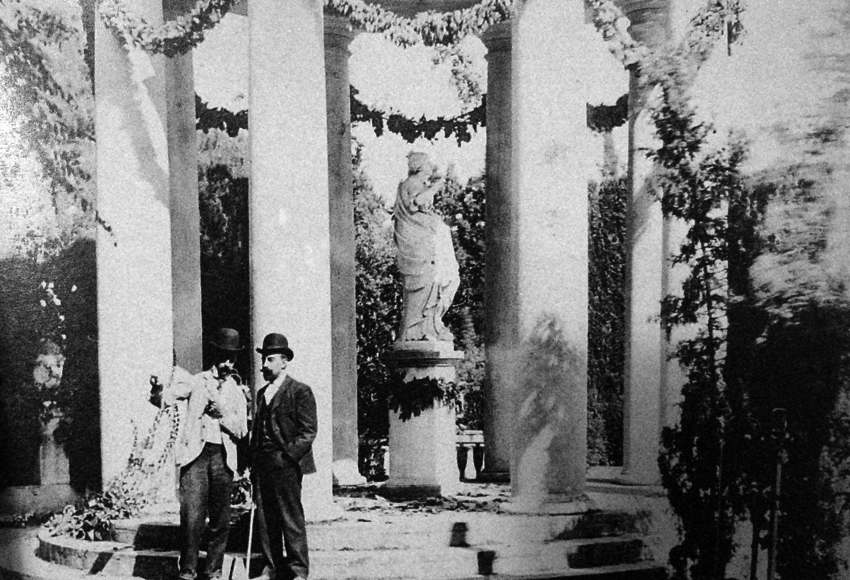
Miquel Utrillo samen met Joan Maragall in het Parc del Laberint d'Horta in Barcelona, in 1898.

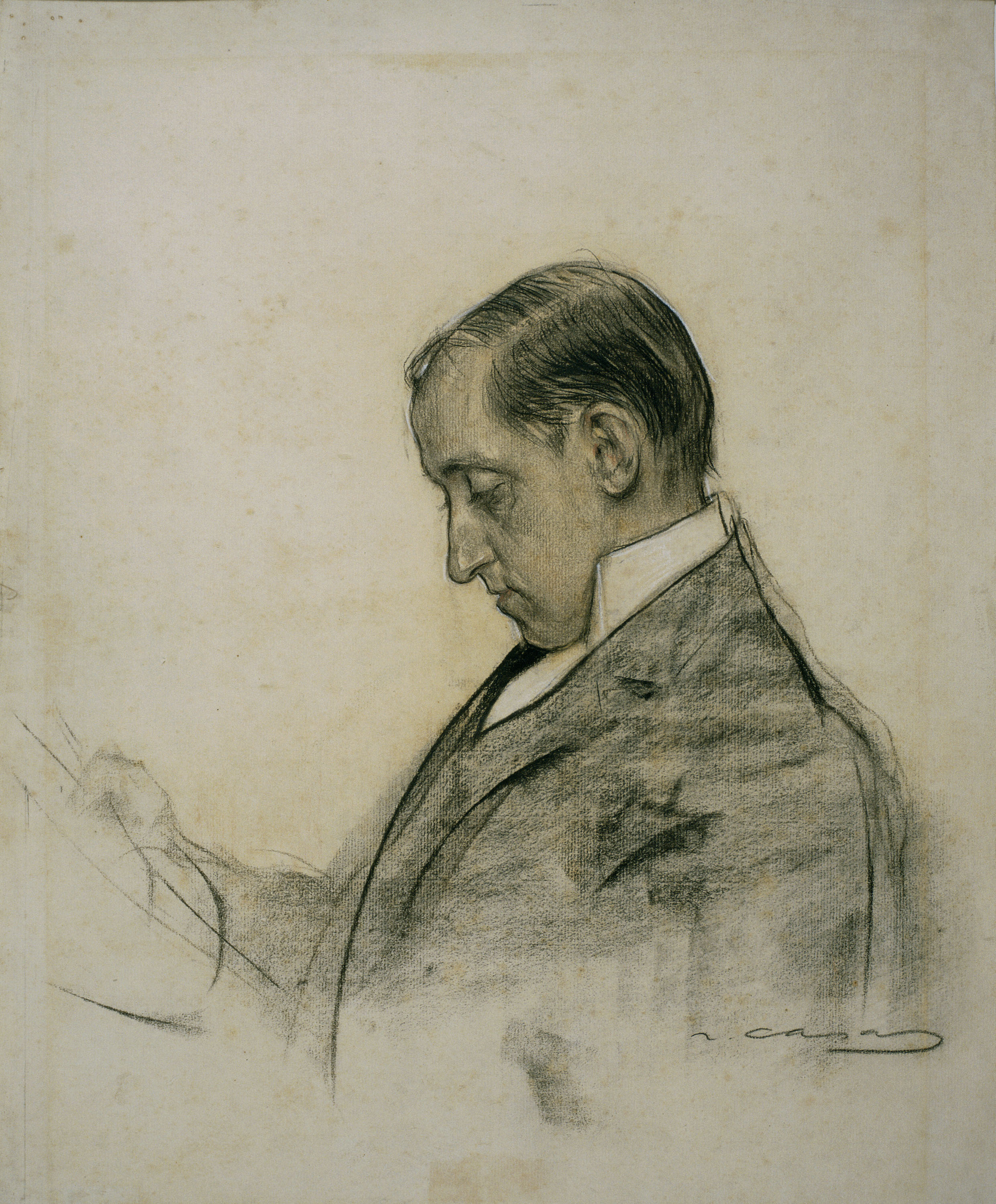
Utrillo, gezien door Ramon Casas (MNAC).

Miquel Utrillo i Morlius (Barcelona, 16 februari 1862 – Sitges, 20 januari 1934) was een Spaanse ingenieur, schilder en kunstcriticus uit Catalonië.

## Levensloop

### Jeugd
Miquel Utrillo i Morlius werd geboren als zoon van de advocaat Miquel Utrillo i Riu en Ramona Morlius i Borràs. Hij bracht zijn jeugd door in de Provence. Teruggekeerd in  Barcelona voltooide hij zijn middelbareschoolopleiding en in 1880 verhuisde hij met zijn familie naar Parijs.  Daar studeerde hij van 1880 tot 1882 voor landbouwkundig ingenieur aan het Institut National Recherche Agronomique, het Franse nationale landbouwkundig instituut. Tegelijkertijd ontwikkelde hij een interesse voor archeologie en kunst. Tijdens zijn studie werkte hij als vrijwilliger in het weerstation van het Parc Montsouris. Zijn familie besloot in 1883 om te verhuizen naar Madrid, maar Miquel voelde zich thuis in het artistieke centrum van Europa en bleef in Parijs wonen.

### Van ingenieur tot kunstenaar en criticus
Na zijn afstuderen maakte hij beroepshalve reizen door Frankrijk, Duitsland, België en Bulgarije. In 1887 verhuisde hij naar Barcelona. In 1888 deed hij mee aan de wereldtentoonstelling in Barcelona en besloot om zich verder te ontwikkelen als kunstenaar. Daarnaast werkte hij ook kunstcriticus en schreef hij artikelen voor verschillende kranten en tijdschriften. 
In 1889 verhuisde hij terug naar Parijs waar hij schilderde en werkte als correspondent van de Spaanse krant La Vanguardia.  Samen met Ramon Casas i Carbó en Santiago Rusiñol bewoonde hij de beroemde Moulin de la Galette in Montmartre.  De kunstenaars maakten deel uit van een groep waartoe ook Erik Satie en Puvis de Chavannes behoorden. Rusiñol maakte twee schilderijen van Utrillo bij de ingang van de Moulin de la Galette en maakte verscheidene schilderijen waarop Suzanne Valadon en Miquel Utrillo samen zijn afgebeeld. Miquel Utrillo raakte tijdens zijn verblijf bevriend met Valadon en adopteerde in 1891 haar zoon Maurice, die later grote bekendheid als schilder zou verwerven.
Samen met Satie organiseerde hij een schimmenspel in de Auberge de Clou. In 1893 reisde hij naar de Verenigde Staten en probeerde hij het schimmenspel te promoten maar die onderneming mislukte.

### Barcelona, Sitges en het modernisme
In 1895 verhuisde Miquel Utrillo terug naar Spanje. Vanaf dat moment werd hij samen met Ramon Casas en Santiago Rusiñol de belangrijke figuur van het Catalaans modernisme. Met hen richtte hij het café Els Quatre Gats in Barcelona op, naar voorbeeld van Le Chat Noir in Parijs. Els Quatre Gats werd het centrum van de art nouveau en de modernistische beweging in Spanje. Miquel Utrillo deed ook mee aan de tertulias die in het café werden gehouden. Net als Le Chat Noir gaf Els Quatre Gats ook een eigen literair- en kunsttijdschrift uit. Later werd Utrillo uitgever en redacteur van het tijdschrift Pèl i Ploma en van het tijdschrift Forma, een van de eerste bladen die aandacht besteedden aan de jonge Pablo Picasso.
In Sitges werkte hij in 1895 mee aan de decoratie van de Cerveseria del Cau Ferrat. In 1897 hielp hij in Sitges het Quarta Festa Modernista, het Vierde Modernistische Festival te organiseren.
In 1908 begon hij een project samen met de Amerikaanse miljonair en kunstverzamelaar Charles Deering voor de restauratie van twee kastelen, het Palau Maricel in Sitges, en het kasteel van Tamarit in Tarragona. Deering wilde in deze kastelen zijn kunstcollectie tentoonstellen. In 1910 was de restauratie voltooid. Ook kocht hij voor Deering in Sitges het Hospital de Sant Joan om hier een villa van te maken. 
In Sitges organiseerde Utrillo tussen 1910 en 1920 verschillende culturele manifestaties en exposities. In 1911 trouwde hij met Lola Vidal, met wie hij twee zoons kreeg, Joan en Miquel. In 1913 vestigde hij zich in Sitges. Tot 1919 was hij tevens hoofdredacteur kunstgeschiedenis van de encyclopedie Espasa-Calpé. In 1929 hielp hij mee de wereldtentoonstelling van Barcelona te organiseren en exposeerde daar zelf ook werk. Hij hielp mee met de bouw van het Pueblo Español de Montjuïc, een openluchtmuseum op de Montjuïc. 
Na de dood van Santiago Rusiñol in 1931 hielp hij mee om Cau Ferrat te verbouwen tot museum en om de catalogus samen te stellen. 
- Biblioteca Nacional de España: XX1048482
- Bibliothèque nationale de France: cb13527751c (data)
- Catàleg d'autoritats de noms i títols de Catalunya: 981058517427206706
- Gemeinsame Normdatei: 132380021
- International Standard Name Identifier: 0000 0000 6637 2449
- Library of Congress Control Number: n81055439
- Nationale Bibliotheek van Israël: 987007275520805171
- Nederlandse Thesaurus van Auteursnamen: 148555160
- RKD-Nederlands Instituut voor Kunstgeschiedenis: 78860
- Système universitaire de documentation: 050653172
- Union List of Artist Names: 500011989
- Virtual International Authority File: 69089966
- WorldCat: E39PBJycGWY8vhdfVfrbbfwDMP